# Balast (nave)
Balastul, denumit și lest, este un termen naval care desemnează o serie de materiale grele încărcate pe o navă, în anumite împrejurări, cu scopul de a-i îmbunătăți condițiile de navigabilitate: stabilitate și asietă satisfăcătoare, stabilitate de drum, funcționare normală a elicelor și cârmei. Balastul poate fi: 
- a) permanent sau fix (nisip, ciment, deșeuri fier sau fontă etc.);
- b) temporar (apă de mare în tancuri de balast, picuri, diptancuri, santine etc).

Navele maritime de transport fac balastarea când navighează fără încărcătură sau când transportă mărfuri ușoare. Prin balastare se coboară centrul de greutate și se mărește imersiunea medie a navei (pescajul) în limitele asigurării condițiilor optime de navigabilitate pentru voiajul dat. Cantitatea de apă de balast și dispunerea sa în tancuri se determină prin calcul, spre a se evita stabilitatea excesivă. O navă este considerată că navighează în balast numai în cazurile când nu transportă mărfuri sau când transportă o încărcătură necomercială.
Organizația Maritimă Internațională (OMI) a făcut o estimare a tonajului de balast transportat anual în jurul planetei, ajungând la cifra de 10 miliarde de tone de apă, care conțin și mai mult de 3.000 de specii de plante si animale.  Deoarece o dată cu apa de balast se prelevează plante și animale maritime din habitatul lor natural, care apoi se deversează în alte habitate, OMI a inițiat în 2004 "Convenția privind tratarea apelor de balast" (Ballast Water Treatment) spre a evita introducerea de organisme non-indigene în ecosisteme fragile. 
Astfel, în România s-au luat măsuri ca în tot perimetrul Rezervației marine “Acvatoriul Litoral Marin Vama Veche – 2 Mai" să le fie strict interzise tuturor navelor și ambarcațiunilor, între altele, descărcarea sau deversarea în mare a deșeurilor de orice tip (menajere, materiale dragate, apa de santină, apa de balast etc.). 
Un exemplu de specie nou apărută în Marea Neagră este cea de pești carnivori Mnemiopsis leydi, care a apărut la începutul anilor 1980, fiind adusă o dată cu apele de balast ale navelor comerciale din America de Nord. Deoarece se hrănește cu zooplancton și puiet de pește, are un impact dezastruos asupra speciilor autohtone. 